# Tertenia
Tertenia là một đô thị tại tỉnh Ogliastra trong vùng Sardinia, có vị trí khoảng 70 km về phía đông bắc của Cagliari và khoảng 25 km về phía nam của Tortolì.
Tertenia giáp các đô thị: Cardedu, Gairo, Jerzu, Lanusei, Loceri, Osini, Ulassai.